# 昆巴·雅拉
昆巴·雅拉（葡萄牙語：Kumba Ialá，1953年3月15日—2014年4月4日），幾內亞比索社會復興黨政治家，曾於2000年2月17日起任幾內亞比索總統，直到2003年9月14日因軍事政變而遭廢黜。他屬於巴藍他民族，並在2008年皈依伊斯蘭教，改取教名穆罕默德·雅拉·恩巴洛（Mohamed Ialá Embaló）。

## 早年生活
雅拉生於葡屬幾內亞卡謝烏區布拉的一個務農家庭，青少年時期加入非洲幾內亞與維德角獨立運動黨（PAIGC），投身運動以擺脫葡萄牙的殖民統治、爭取獨立。
他在葡萄牙里斯本就讀天主教大學，主修神學與心理學。返回比索後，雅拉改志鑽研法律。他能說葡萄牙語、克里奧爾語、西班牙語、法語和英語，且能識讀拉丁文、希臘文和希伯來文。在完成學業後，他走入教育界，擔任哲學教師。